# Gronovius
Gronovius is een geslacht van kevers uit de familie bladkevers (Chrysomelidae).
De wetenschappelijke naam van het geslacht werd in 1904 gepubliceerd door Martin Jacoby. Het is vernoemd naar de Nederlandse botanicus Jan Frederik Gronovius.

## Soorten
- Gronovius andaiensis Jacoby, 1905
- Gronovius imperalis Jacoby, 1905